# Compêndio dos dialetos turcos
O Compêndio dos dialetos turcos (em árabe: ديوان لغات الترك; romaniz.: Dīwān Lughāt al-Turk) é o primeiro dicionário abrangente de línguas turcas, compilado entre 1072-74 pelo estudioso caracânida Mamude Alasgari, que documentou extensivamente as línguas turcas de sua época. Abrange as áreas de gramática e lexicografia, etnografia e também cartografia devido à inclusão de um célebre “mapa-múndi” mostrando a distribuição dos povos turcos naquela época. Foi traduzido para o inglês, russo e várias línguas turcas.